# Pomnik szwajcarskich gwardzistów
Pomnik szwajcarskich gwardzistów (także Lew Lucerny, niem. Löwendenkmal Luzern) – parkowy pomnik w Lucernie, w Szwajcarii, przedstawiający konającego lwa, poświęcony gwardzistom, którzy zginęli w obronie króla Francji Ludwika XVI podczas ataku rewolucjonistów francuskich na Pałac Tuileries w Paryżu dnia 10 sierpnia 1792 oraz ich dowódcy majorowi Karlowi Josefowi von Bachmannowi. Autorem projektu był Bertel Thorvaldsen, a wykonawcą Lukas Ahorn. Niejako tytułem pomnika są słowa Helvetiorum Fidei ac Virtuti (wierność i męstwo Helwetów), umieszczone nad jaskinią ze zwierzęciem.
Inicjatorem powstania tego pomnika był Karl Pfyffer von Altishofen, oficer gwardii przebywający podczas masakry na urlopie. Potrzebne na ten cel fundusze zebrał on w roku 1818. Projekt wykonał duński artysta rzeźbiarz Bertel Thorvaldsen znany także z takich polskich projektów jak pomnik księcia Józefa Poniatowskiego w Warszawie oraz pomnik Mikołaja Kopernika w Warszawie, a Lukas Ahorn wykuł go w latach 1820–1821.
Całość stanowi wielka ściana skalna z piaskowca, wewnątrz której wykuta jest jaskinia, mająca wymiary 6 na 10 metrów, spadająca do basenu, położona w niedużym odseparowanym od ulicy parku leśnym. Wewnątrz kamiennej groty znajduje się rzeźba przedstawiająca lwa przebitego włócznią, której głownia jest utkwiona w boku konającego zwierzęcia. Jego łeb spoczywa na tarczy z francuską lilią symbolizującą dynastię Burbonów, nieco wyżej, nad tarczą z lilią umieszczony na drugiej tarczy szwajcarski krzyż, obok broń.

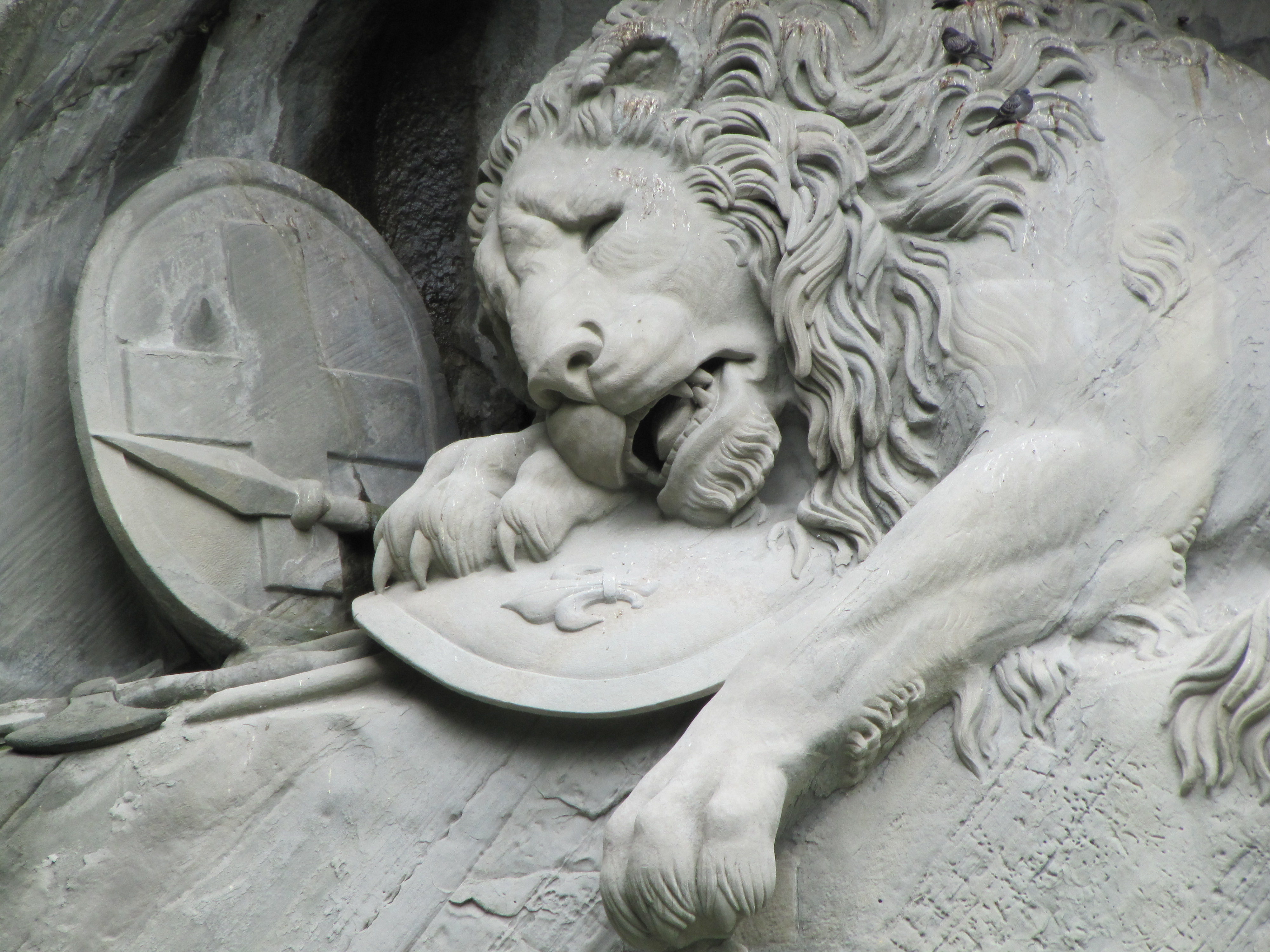
Herby
Herb Burbonów
Herb Szwajcarii
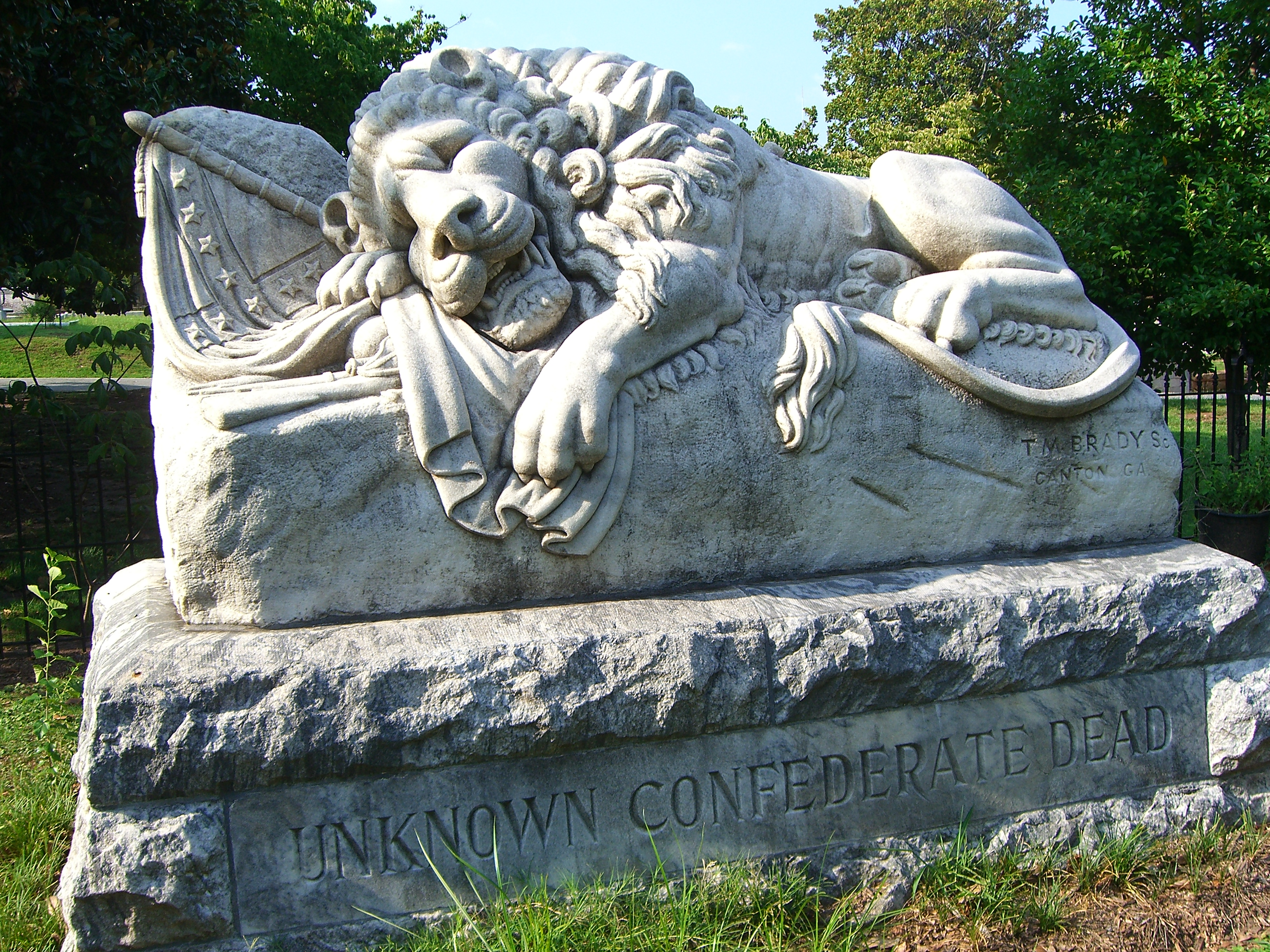
Lew Konfederatów (Atlanta)

Poniżej groty przedstawiono w punktach historię zdarzeń upamiętnionych przez monument. Obok daty masakry – 10 sierpnia 1792, drugą jest 3 września 1792, kiedy to został stracony na szafocie między innymi von Bachmann. Podano także szacunkowo liczby gwardzistów, którzy polegli – 760 i tych co przeżyli masakrę – 350.
Amerykański pisarz Mark Twain po odwiedzeniu miasta w czasie podróży po Europie nazwał Lwa Lucerny najsmutniejszym i najbardziej wzruszającym kamieniem świata (ang. the most mournful and moving piece of stone in the world).
Nawiązaniem do Lwa Lucerny jest rzeźba z Cmentarza Oakland w Atlancie w stanie Georgia z kopią szwajcarskiego lwa. Amerykański monument wykonał Thomas Brady w 1894. Pomnik nosi nazwę Lew Konfederatów lub Lew Atlanty i jest upamiętnieniem tragicznych wydarzeń tamtejszej wojny secesyjnej.